# 劉世焱
劉世焱（1899年—1941年9月28日），字耿光。廣東省始興縣頓崗區留田村人。他為抗日戰爭期間陣亡的中國軍方高級將領之一。

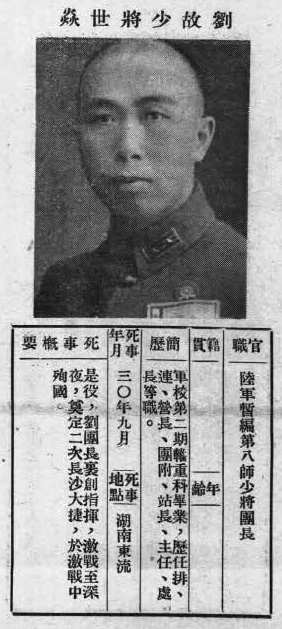
《抗戰軍人忠烈錄》（第一輯）中的劉世焱烈士遺像

## 生平[1]
軍校第二期輜重科畢業。暫編第八師第15團團長。1941年秋參加第二次長沙會戰，壯烈成仁。追贈陸軍少將。